# (13531) Weizsäcker
(13531) Weizsäcker, est un astéroïde de la ceinture principale.

## Description
(13531) Weizsäcker est un astéroïde de la ceinture principale. Il fut découvert le 13 septembre 1991 à Tautenburg par Freimut Börngen et Lutz Dieter Schmadel. Il présente une orbite caractérisée par un demi-grand axe de 3,05 UA, une excentricité de 0,07 et une inclinaison de 8,3° par rapport à l'écliptique.

## Compléments